# III. třída okresu Kladno
III. třída okresu Kladno patří společně s ostatními třetími třídami mezi deváté nejvyšší fotbalové soutěže v Česku. Je řízena Okresním fotbalovým svazem Kladno. Hraje se každý rok od léta do jara se zimní přestávkou. Hraje se ve dvou skupinách (označených A a B), každá skupina má 14 účastníků (celkem tedy 28 týmů) z okresu Kladno, každý s každým hraje jednou na domácím hřišti a jednou na hřišti soupeře. Celkem se tedy hraje 24 kol. Vítěz každé ze skupin postupuje do II. třídy okresu Kladno.

## Vítězové

### III. třída okresu Kladno skupina A
| Ročník    | Vítězný tým        |
| --------- | ------------------ |
| 2003/2004 | SK Běleč           |
| 2004/2005 | SK Sokol Doksy     |
| 2005/2006 | TJ SK Hřebeč       |
| 2006/2007 | AFK Tuchlovice „B“ |
| 2007/2008 | SK Velké Přítočno  |
| 2008/2009 | TJ Baník Stochov   |
| 2009/2010 | SK Družec          |
| 2010/2011 | TJ Unhošť          |
| 2011/2012 | SK Buštěhrad       |
| 2012/2013 | Sokol Hostouň „B“  |
| 2013/2014 | TJ Baník Švermov   |
| 2014/2015 | SK Běleč           |
| 2015/2016 | SK Slovan Dubí     |
| 2016/2017 | SK Vinařice        |
| 2017/2018 | SK Buštěhrad       |
| 2018/2019 | SK Lhota „B“       |
| 2019/2020 | FC Slavoj Kladno   |
| 2020/2021 | -----              |
| 2021/2022 | FC Slavoj Kladno   |
| 2022/2023 | AFK Tuchlovice „B“ |
| 2023/2024 | TJ SK Hřebeč „B“   |
| 2024/2025 | TJ Sokol Lidice    |

### III. třída okresu Kladno skupina B
| Ročník    | Vítězný tým           |
| --------- | --------------------- |
| 2003/2004 | TJ Viktorie Černuc    |
| 2004/2005 | TJ Sokol Neuměřice    |
| 2005/2006 | SK Pchery             |
| 2006/2007 | SK Otvovice           |
| 2007/2008 | TJ Slovan Velvary „B“ |
| 2008/2009 | SK Slaný „B“          |
| 2009/2010 | SK Slaný „B“          |
| 2010/2011 | SK Zichovec           |
| 2011/2012 | Sokol Jedomělice      |
| 2012/2013 | SK Zlonice            |
| 2013/2014 | TJ Sokol Klobuky      |
| 2014/2015 | FK Žižice             |
| 2015/2016 | TJ Viktorie Černuc    |
| 2016/2017 | TJ Slovan Velvary „B“ |
| 2017/2018 | SK Zichovec           |
| 2018/2019 | TJ Sokol Uhy          |
| 2019/2020 | TJ Sokol Tuřany       |
| 2020/2021 | -----                 |
| 2021/2022 | TJ Sokol Hrdlív       |
| 2022/2023 | TJ Sokol Olovnice     |
| 2023/2024 | FK Žižice             |
| 2024/2025 | SK Buštěhrad          |